# نيكولاوس ديليوس
نيكولاس ديليوس (19 سبتمبر 1813 -18 نوفمبر 1888) عالم لغويات ألماني. ولد ديليوس في بريمن؛ تميز خاصة كطالب لشكسبير، ولإصداره لأعمال شكسبير.

## العمل والحياة
ذهب نيكولاس ديليوس إلى المدرسة في بريمن. بعد اجتيازه للمستويات الأولى، قرأ الفلسفة والتاريخ والأدب اليوناني واللغة السنسكريتية في جامعات بون وبرلين. في عام 1838 أنهى ديليوس دراسته بترقية في بون وانهى دراساته العليا. قام بالتدريس في جامعة برلين بعد ذلك، في 1844-1845 كتب مقالات لجريدة "Weser News" في بريمن. بعد حوالي عام قرر العمل كمحاضر خاص في جامعة بون، منذ ذلك الوقت أصبح مهتمًا بأعمال ويليام شكسبير.
اشتهر ديليوس بإصداره لأعمال شكسبير بين عامي 1854 و 1860. ومنذ عام 1855 شغل ديليوس منصب للدراسات الفرنسية والإنجليزية المشتركة، ولكن بسبب إصداراته تم منحه منصباً في الدراسات الإنجليزية، وهو الأول من نوعه الذي يُمنح في ألمانيا. شغل المنصب حتى عام 1880. كان ديليوس أحد مؤسسي الجمعية، ولسنوات قادمة رئيسًا لجمعية شكسبير الأدبية الألمانية. كان مؤلفًا للعديد من المقالات والأوراق والترجمات المتعلقة بشكسبير، ترك مجموعته القيمة من شكسبير لمكتبة بريمن العامة. من عام 1837 فصاعدًا، كان عضوًا في مؤسسة الطلاب في جستفلين بون.
تم دفن نيكولاس ديليوس في بريمن والر فريدهوف (مقبرة والر) في قطعة أرض عائلة شوسلر-ديليوس-جرونر (قطعة الأرض رقم J 137).